# Le Train
Le train (em italiano:  Noi due senza domani; Brasil: O Último Trem) é um filme franco-italiano de 1973, do gênero drama de guerra, dirigido por Pierre Granier-Deferre, com roteiro de Sandro Continenza, Pascal Jardin e do próprio diretor baseado no romance homônimo de Georges Simenon.

## Sinopse
Em maio de 1940, o francês Julien Maroyeur, casado e com uma filha, e a judia-alemã Anna Kupfer se encontram em um trem quando fogem da França invadida pelos alemães.[carece de fontes?]

## Elenco
- Jean-Louis Trintignant.... Julien Maroyeur
- Romy Schneider.... Anna Kupfer
- Maurice Biraud.... Maurice
- Paul Amiot.... François
- Nike Arrighi.... Monique Maroyeur
- Paul Le Person.... comissário
- Anne Wiazemsky.... Anna Maroyeur
- Roger Ibanez.... estranho
- Jean Lescot.... René
- Franco Mazzieri.... tratador de cavalos
- Serge Marquand.... Moustachu
- Régine.... Julie
- Jacques Alric
- Henri Attal
- Paul Bonifas